# Dario Varotari le Jeune
Dario Varotari le Jeune (Padoue en Vénétie, année inconnue - après 1660), est un  peintre italien de l'époque baroque, qui a été actif au XVIIe siècle.

## Biographie
Il est le petit-fils de Dario Varotari, peintre et architecte, fils d'Alessandro et neveu de Chiara, tous peintres.
Il fut à la fois médecin, poète, peintre et graveur.

## Œuvres
- Portrait d'une jeune personne, San Francisco De Young Museum

## Sources
- (en) Cet article est partiellement ou en totalité issu de l’article de Wikipédia en anglais intitulé « Dario Varotari the Younger » (voir la liste des auteurs).